# Neżiłowo (gmina Kratowo)
Neżiłowo lub Nežilovo (maced. Нежилово) – wieś w północno-wschodniej Macedonii Północnej, w gminie Kratowo.